# Kanton Boëge
Der Kanton Boëge war von 1860 bis 2015 ein französischer Wahlkreis im Département Haute-Savoie. Er umfasste acht Gemeinden; sein Hauptort (frz.: chef-lieu) war Boëge. Die landesweiten Änderungen in der Zusammensetzung der Kantone brachten im März 2015 seine Auflösung.

## Gemeinden
| Gemeinde             | Einwohner Jahr | Fläche km² | Bevölkerungsdichte | Code INSEE | Postleitzahl |
| -------------------- | -------------- | ---------- | ------------------ | ---------- | ------------ |
| Boëge                | 1697 (2013)    | 16,0       | 106 Einw./km²      | 74037      | 74420        |
| Bogève               | 1033 (2013)    | 7,0        | 148 Einw./km²      | 74038      | 74250        |
| Burdignin            | 613 (2013)     | 9,9        | 62 Einw./km²       | 74050      | 74420        |
| Habère-Lullin        | 921 (2013)     | 8,9        | 103 Einw./km²      | 74139      | 74420        |
| Habère-Poche         | 1316 (2013)    | 12,0       | 110 Einw./km²      | 74140      | 74420        |
| Saxel                | 436 (2013)     | 5,6        | 78 Einw./km²       | 74261      | 74420        |
| Saint-André-de-Boëge | 587 (2013)     | 12,6       | 47 Einw./km²       | 74226      | 74420        |
| Villard              | 757 (2013)     | 7,4        | 102 Einw./km²      | 74301      | 74420        |